# Литовское генерал-губернаторство
Лито́вское генера́л-губерна́торство, с 1864 года Виленское генерал-губернаторство — военно-административная единица в Российской империи.

## История
Литовское генерал-губернаторство учреждено 30 октября 1794 года именным Указом императрицы Екатерины II, данным первому генерал-губернатору князю Репнину. Постоянной должности помощника генерал-губернатора учреждено не было, и помощники генерал-губернаторов назначались каждый раз по особому высочайшему повелению. Первым центром генерал-губернаторства стал город Гродно. После третьего раздела Речи Посполитой местом пребывания генерал-губернатора назначен город Вильно.
В состав генерал-губернаторства входили:
- Виленская губерния (с 1797 года — Литовская губерния слиянием со Слонимской; с 1801 года Виленская выделена обратно под названием — до 1840 года — Литовско-Виленской);
- Ковенская губерния (с 1842 года);
- Слонимская губерния (с 1797 года — Литовская губерния слиянием с Виленской, с 1801 года выделена обратно под названием — до 1840 года — Литовско-Гродненская, затем Гродненская губерния[2]).

С 1842 года генерал-губернаторство включало три губернии — Виленскую, Гродненскую и Ковенскую.
В 1912 году генерал-губернаторство упразднено.

## Органы власти

### Генерал-губернаторы
| Ф. И.О.                                | Титул, чин, звание                                                       | Время замещения должности |
| -------------------------------------- | ------------------------------------------------------------------------ | ------------------------- |
| Репнин, Николай Васильевич             | князь, генерал-аншеф (с 09.11.1796 генерал-фельдмаршал)                  | 30.10.1794—26.11.1798     |
| де Ласси, Борис Петрович               | генерал от инфантерии                                                    | 26.11.1798— 26.10.1799    |
| Горич, Иван Петрович                   | генерал от кавалерии, временно и. д.                                     | 13.11.1799—19.12.1799     |
| Голенищев-Кутузов, Михаил Илларионович | генерал от инфантерии                                                    | 19.12.1799— 11.07.1801    |
| Беннигсен, Леонтий Леонтьевич          | генерал-лейтенант (с 11.06.1802 генерал от кавалерии)                    | 11.07.1801—20.09.1806     |
| Римский-Корсаков, Александр Михайлович | генерал от инфантерии                                                    | 05.10.1806—03.07.1809     |
| Голенищев-Кутузов, Михаил Илларионович | граф (с 29.10.1811), генерал от инфантерии                               | 03.07.1809—17.04.1812     |
| Римский-Корсаков, Александр Михайлович | генерал от инфантерии                                                    | 17.04.1812—24.12.1830     |
| Храповицкий, Матвей Евграфович         | генерал-адъютант, генерал-лейтенант                                      | 24.12.1830—23.08.1831     |
| Долгоруков, Николай Андреевич          | князь, генерал-адъютант, генерал-майор (с 06.12.1833 генерал-лейтенант)  | 23.08.1831—18.03.1840     |
| Миркович, Фёдор Яковлевич              | генерал-лейтенант                                                        | 01.04.1840—10.02.1850     |
| Бибиков, Илья Гаврилович               | генерал-адъютант, генерал-лейтенант (с 26.11.1852 генерал от артиллерии) | 15.03.1850—10.12.1855     |
| Назимов, Владимир Иванович             | генерал-адъютант, генерал-лейтенант (с 08.09.1859 генерал от инфантерии) | 10.12.1855—01.05.1863     |
| Муравьёв, Михаил Николаевич            | генерал от инфантерии                                                    | 01.05.1863—17.04.1865     |
| Кауфман, Константин Петрович           | генерал-адъютант, генерал-лейтенант                                      | 17.04.1865—09.10.1866     |
| Баранов, Эдуард Трофимович             | граф, генерал-адъютант, генерал-лейтенант                                | 09.10.1866—02.03.1868     |
| Потапов, Александр Львович             | генерал-адъютант, генерал-лейтенант                                      | 02.03.1868—22.07.1874     |
| Альбединский, Пётр Павлович            | генерал-адъютант, генерал-лейтенант (с 16.04.1878 генерал от кавалерии)  | 22.07.1874—18.05.1880     |
| Тотлебен, Эдуард Иванович              | граф, генерал-адъютант, инженер-генерал                                  | 18.05.1880—19.06.1884     |
| Никитин Александр Павлович             | генерал от инфантерии (временно и. д. в период болезни графа Тотлебена)  | 05.11.1882—14.01.1884     |
| Каханов, Иван Семёнович                | генерал-лейтенант (с 30.08.1890 генерал от артиллерии)                   | 06.09.1884—01.01.1893     |
| Оржевский, Пётр Васильевич             | генерал-лейтенант (с 14.05.1896 генерал от кавалерии)                    | 01.01.1893—31.03.1897     |
| Троцкий Виталий Николаевич             | генерал-адъютант, генерал от инфантерии                                  | 06.12.1897—09.05.1901     |
| Вакансия                               |                                                                          | 09.05.1901—15.09.1902     |
| Святополк-Мирский Пётр Дмитриевич      | князь, генерал-лейтенант                                                 | 15.09.1902—26.09.1904     |
| Фрезе Александр Александрович          | генерал от инфантерии                                                    | 12.10.1904—19.12.1905     |
| Кршивицкий Константин Фаддеевич        | генерал-лейтенант                                                        | 19.12.1905—1909           |

### Помощники генерал-губернатора по гражданской части
| Ф. И.О.                   | Титул, чин, звание       | Время замещения должности |
| ------------------------- | ------------------------ | ------------------------- |
| Потапов Александр Львович | Св. Е.В., генерал-майор  | 14.07.1864—17.04.1865     |
| Чертков Михаил Иванович   | Св. Е.В., генерал-майор  | 05.09.1867—02.03.1868     |
| Багратион Пётр Романович  | князь, генерал-лейтенант | 25.03.1868—22.09.1870     |
| Каханов Иван Семёнович    | генерал-лейтенант        | 14.01.1884—06.09.1884     |